# Diadelia vagefasciata
Diadelia vagefasciata är en skalbaggsart som först beskrevs av Leon Fairmaire 1902.  Diadelia vagefasciata ingår i släktet Diadelia och familjen långhorningar.
Artens utbredningsområde är Madagaskar. Inga underarter finns listade i Catalogue of Life.